# Melicope revoluta
Melicope revoluta là một loài thực vật thuộc họ Rutaceae. Đây là loài đặc hữu của Polynésie thuộc Pháp.